# يونيكوس
نادي يونيكوس لكرة القدم (بالفرنسية: Ionikos F.C.)‏ نادي كرة قدم يوناني يلعب في دوري الدرجة الثانية . تم تأسيس النادي في سنة 1965 .